# 동하이현
동하이현(베트남어: Huyện Đông Hảin / 縣東海)은 베트남 메콩강 삼각주 박리에우성의 현이다.

## 행정 구역
동하이현은 2개의 시진과 16개의 사를 관할하고 있다.

### 시진
- 가인호아 시진 (Thị trấn Gành Hào, 京豪市鎭)

### 사
- 안푹 사 (Xã An Phúc, 安福社)
- 안짝A 사 (Xã An Trạch A, 安澤A社)
- 안짝 사 (Xã An Trạch, 安澤社)
- 디엔하이 사 (Xã Điền Hải, 田海社)
- 딘타인 사 (Xã Định Thành, 定城社)
- 딘타인A 사 (Xã Định Thành A, 定城A社)
- 롱디엔 사 (Xã Long Điền, 隆田社)
- 롱디엔동 사 (Xã Long Điền Đông,  隆田東社)
- 롱디엔동A 사 (Xã Long Điền Đông A, 隆田東A社)
- 롱디엔떠이 사 (Xã Long Điền Tây, 隆田西社)